# Пуланкі (Підкарпатське воєводство)
Пуланкі (пол. Pułanki) — село в Польщі, у гміні Фриштак Стрижівського повіту Підкарпатського воєводства.
Населення — 811 осіб (2011).
У 1975-1998 роках село належало до Ряшівського воєводства.

## Демографія
Демографічна структура станом на 31 березня 2011 року:
|          | Загалом | Допрацездатний вік | Працездатний вік | Постпрацездатний вік |
| -------- | ------- | ------------------ | ---------------- | -------------------- |
| Чоловіки | 406     | 91                 | 279              | 36                   |
| Жінки    | 405     | 79                 | 248              | 78                   |
| Разом    | 811     | 170                | 527              | 114                  |